# Khamsum Singye Wangchuck
Dasho Khamsum Singhye Wangchuck, född 6 oktober 1985, prins av Bhutan, son av Jigme Singye Wangchuck till Hennes Majestät Ashi Sangay Choden Wangchuck.